# Voskressenske
Voskressenske (ukrainien : Воскресенське, russe : Воскресенское) est une commune urbaine de l'oblast de Mykolaïv, en Ukraine. Elle compte 4 275 habitants en 2024.